# ロバート・C・ガンダーソン
ロバート・C・ガンダーソン（Robert C. Gunderson、1931年12月6日 - 2003年6月23日）は、アメリカの系譜学者。彼はユタ系譜学協会の王族識別チームの最初の責任者で、「血統の崩壊」という用語を普及させた。

## 経歴
ロバート・ガンダーソンは、1964年にユタ州の系譜学会で研究を始めた。1972年に王族識別チームを設立し、王族研究専門主任者を務めた。他のプロジェクトでは、彼は助手と共にエドワード4世の全ての子孫の特定を試みた。1980年、ガンダーソンはユタ州ソルトレイクシティで開催された国際会議で「血統の崩壊」の概念を初めて提唱した。この説明により、彼は同じ祖先を共有する二人の個人間の交配によって生まれた子孫は、祖先を共有しない二人の個人間の交配によって生まれた子孫よりも、祖先の数が少なくなることを明らかにした。

## 関連文献
- Shoumatoff, Alex (1985). The Mountain of Names: A History of the Human Family. New York: Simon and Schuster. pp. 318. ISBN 0-671-49440-6